# Adolfo Lucas Reguilón García
Adolfo Lucas Reguilón García (Villa del Prado, Madrid, 1911 - 1994), maestro, fue un guerrillero republicano que actuó por la zona del valle del Tiétar tras la guerra civil española. Adoptó el alias de "Severo Eubel de la Paz" (que según él quería decir "Serio e incorruptible luchador en la buena guerra por la paz").

## Biografía
Militante del Partido Comunista de España desde mayo de 1936, cuando comenzó la Guerra Civil ejercía de maestro en Navamorcuende (Toledo). Participó como miliciano en los combates de la carretera de La Coruña. Fue herido en noviembre de 1936 y posteriormente desempeñó tareas en el comisariado político. Al terminar la guerra fue hecho prisionero y condenado a muerte, pero fue liberado en 1943.
A su salida de prisión se echó al monte en el valle del Tiétar con unos cuantos compañeros, creando la Agrupación Guerrillera Zona M (Alto del Mirlo) por la zona de Piedralaves (Ávila), dedicándose sobre todo a la difusión de propaganda impresa, el sabotaje de los tendidos eléctricos, el corte de carreteras y la imposición de multas a los vecinos de la zona que los guerrilleros consideraban colaboracionistas del régimen de Franco. En noviembre de 1944, el grupo de Severo se integró como fundador en la Agrupación Guerrillera de Extremadura (División de Gredos). El grupo se basaba en una ideología propia, mezcla de comunismo, cristianismo y pacifismo, elaborada por Reguilón a partir de la idea de Unión Nacional lanzada por Jesús Monzón (máximo dirigente del PCE en el interior de España). Publicó multitud de folletos políticos y los periódicos Uníos y El Guerrillero Carpetano. 
Tanto la Guardia Civil como las organizaciones antifranquistas lo consideraban un fantasioso y visionario, con apetencias de protagonismo y de mando. La actuación de Reguilón causaba malestar entre los demás grupos guerrilleros, debido a que en la práctica rehusaba la acción armada, hasta el punto de que, según su propio relato en El último guerrillero de España, sufríó dos intentos de asesinato ordenados por la dirección del Partido Comunista.
La acción más importante del grupo tuvo lugar el 16 de agosto de 1946, cuando ocuparon por unas horas el pueblo de Alameda del Valle.
En el verano de 1947 el grupo de “Severo Eubel de la Paz” realizó su última acción en la sierra, en el puerto de Navacerrada, de resultas de la cual una pareja de jóvenes, ajena a todo, que acampaba en la laguna de Peñalara fue tiroteada por la Guardia Civil.
Reguilón continuó su actividad en la provincia de Madrid hasta que decidió abandonar la actividad guerrillera en 1953. Fue detenido en 1956 en la localidad gallega de Foz (Lugo), donde llevaba varios años ejerciendo como maestro con el alias de "don Bernardo". Condenado a muerte en consejo de guerra y conmutada la pena por la de 30 años de prisión, fue puesto en libertad condicional en 1972.
Dejó escritas sus memorias: Bajo el terror de las armas : el último guerrillero de España. Madrid : Soriano impresor, 1982.